# Port lotniczy Tadżura
Port lotniczy Tadżura (ang. Tadjoura Airport) – jeden z aeroportów Dżibuti. Obsługuje miasto Tadżura, stolicę regionu o tej same nazwie.